# Glebowskij
Glebowskij (ros. Глебовский) – osiedle w Rosji, w obwodzie moskiewskim, w rejonie istrińskim. W 2021 liczyło 11 678 mieszkańców.